# Você Vai Ver o Que É Bom
Você Vai Ver o Que É Bom é um álbum do músico brasileiro Dominguinhos. Foi lançado em 1999, com o selo Velas.
Em 2000, foi indicado ao Grammy Latino, na categoria Melhor Álbum de Música Regional ou de Raízes Brasileiras.[carece de fontes?]

## O Álbum
O álbum tem arranjos de Heraldo do Monte e Dominguinhos, Sanfonas de Genaro e Dominguinhos, guitarras de Heraldo do Monte e Lú Bahia, zabumba de Dió de Araújo e percussões de Fúba de Taperoá e Zezum.

### Faixas
1. "Não prende minhas asas" (Dominguinhos – Nando Cordel)
2. "Brincadeira na ribeira" (Jorge de Altinho)
3. "Fogo e gasolina" (Dominguinhos – Nando Cordel)
4. "Rato enfrentando" gato (João Gonçalves)
5. "Bem querer" (Carlinhos Rouxinol – Henauro)
6. "Relembrando meu pai" [Mestre Chicão] (Dominguinhos)
7. "Forrózão" (Zezum)
8. "Prece a Luiz" (Dominguinhos – Climério)
9. "Nem pra tu nem pra eu" (Azulão)
10. "Quem eras tu" (Dominguinhos – Nando Cordel)
11. "Moça de feira" (Arnaldo Antunes – J. Portela)
12. "O riacho do imbuzeiro" (Dominguinhos – Zé Dantas)
13. "O xote do coice" (Dominguinhos)
14. "A quadrilha" (Dominguinhos – João Claudio)
15. "A quadrilha" [Insrumental] (Dominguinhos)